# 2EYES
2 Eyes（투아이즈、トゥアイジュ）は、韓国の女性5人組アイドルグループ。2013年デビュー。2 Eyesというグループ名には「ファンと互いの目を介して音楽的な交感を共有する」という意味が込められている。

## 来歴
韓国の国民的アイドルグループgodを輩出した事務所が約10年ぶりに育成したガールズグループとして話題となった。メンバーは全員オーディション番組への出演経験があり、2EYESとしてのデビュー前からそれぞれが各分野で活動を行っていた。2013年6月21日、ミニアルバム「까불지마（ふざけないで）」を発売して正式デビュー。7月からtvNのコメディ番組「SNL KOREA」に新人アイドルとしては異例のレギュラー出演。

## メンバー
イ・ヒャンスク（이향숙）
1992年4月24日生まれ。リーダー、サブボーカル担当。
ドラマ「出生の秘密（출생의 비밀）」（2013年、SBS）に出演。
キム・ヘリン（김혜린）
1993年7月23日生まれ。メインラッパー、メインダンサー担当。
優れたダンスとセクシーな魅力で「梨泰院(イテウォン)のイ・ヒョリ」と呼ばれる。
イ・ダソム（이다솜）
1993年11月13日生まれ。リードラッパー担当。
オーディション番組「Made in U」（2011年-2012年、JTBC）の優勝者。
チョン・ダウン（정다은）
1994年6月3日生まれ。メインボーカル、メインダンサー担当。
ドラマ：「曲げない男、ク・ピルス」（2022年、KNTV）オ・スルギ役、「7人の脱出」（2023年、SBS）ソンジア役
映画：「空水度」主役：ヤン・チェヨン役（2020年）、「たぶん私たちは別れたのか分からない」主役：アンナ役（2023年）等に出演。
キム・ヨンジュン（김연준）
1996年3月18日生まれ。
オーディション番組「私の人生最後のオーディション（내 생애 마지막 오디션）」（2012年、KBS 2TV）に出演。

## ディスコグラフィ

### アルバム
- 까불지마（ふざけないで）(2013年6月21日）